# Emily Rogers
Emily Mei Ling Rogers (* 25. März 1998 in Auchenflower, Queensland) ist eine australische Synchronschwimmerin, die an den Olympischen Sommerspielen 2016 in Rio de Janeiro und an den Olympischen Sommerspielen 2020 in Tokio teilnahm.

## Karriere

### Olympische Spiele
Bei den Olympischen Sommerspielen 2016 in Rio de Janeiro gehörte Emily Rogers zum australischen Aufgebot im Mannschaftswettkampf. Zusammen mit ihren Mannschaftskameradinnen Danielle Kettlewell, Nikita Pablo, Bianca Hammett, Cristina Sheehan, Rose Stackpole, Amie Thompson, Deborah Tsai und Hannah Cross absolvierte sie den olympischen Wettkampf am 18. und 19. August 2016 im Parque Aquático Maria Lenk und belegte den 8. Platz von acht teilnehmenden Mannschaften mit einer Gesamtwertung von 149,500 Punkten.
Emily Rogers gehörte bei den Olympischen Sommerspielen 2020 in Tokyo erneut zum australischen Aufgebot im Duett- und Mannschaftswettkampf. Im Duett mit ihrer Partnerin Amie Thompson absolvierte sie den Wettkampf der vom 2. bis 4. August 2020 im Tokyo Aquatics Centre stattfand. Mit einer Gesamtwertung von 76,3667 Punkten belegte sie den 20. Platz von 22 gestarteten Teilnehmerinnen und schied in der Qualifikation zur Finalrunde vorzeitig aus.
Den olympischen Mannschaftswettkampf absolvierte sie zusammen mit ihren Mannschaftskameradinnen Rayna Buckle, Hannah Burkhill, Kiera Gazzard, Alessandra Ho, Kirsten Kinash, Rachel Presser und Amie Thompson am 6. und 7. August 2020 im „Wald-von-Tatsumi-Strandpark“ und belegte den 9. Platz von zehn teilnehmenden Mannschaften mit einer Gesamtwertung von 153,0018 Punkten.